# Crotale diamantin
Crotalus adamanteus
Espèce
Statut de conservation UICN

 LC  : Préoccupation mineure
Le Crotale diamantin de l'Est, Crotalus adamanteus, est une espèce de serpents de la famille des Viperidae. Ce reptile se rencontre dans le sud-est des États-Unis, du Mississippi à la Caroline du Nord, et il vit dans des milieux variés comme les forêts de pins ou de palmiers, les dunes, les marais divers (y compris salants), les prairies humides. C'est un serpent de grande taille, mesurant environ 1,7 m de long pour une masse de 2,3 kg, mais qui peut atteindre 2,4 m et une masse d'environ 7 kg.
Sa tête, bien distincte du corps, est triangulaire avec un museau plutôt arrondi et des larges écailles au-dessus des yeux, dont la pupille est fendue verticalement. Ses écailles sont carénées et ovoïdes à triangulaires. Sa couleur de fond varie selon les individus du brun, brun-jaune, olive au gris-brunâtre, avec de 24 à 35 motifs foncés bordés de blanc en forme de diamant. Il chasse principalement de petits mammifères, surtout des rongeurs, mais aussi des oiseaux et parfois des lézards, en tout cas pour les plus jeunes individus. Ovovivipares, les femelles donnent naissance en moyenne à une douzaine de petits vivants, qui se dispersent quelques heures après leur naissance.
Le venin de ce crotale a des effets variés incluant des nécroses, de fortes douleurs, de l'hypotension ainsi que des risques hémorragiques et d'insuffisance cardiaque. Bien que non classée comme menacée par l'UICN cette espèce est considérée comme en danger en  Caroline du Nord et semble avoir disparu de la Louisiane.

## Description
Le Crotale diamantin est la plus grande et la plus massive espèce de Crotalus, avec un record de 2,4 m de longueur pour un poids d'environ 7 kg. Il fait partie des plus lourds serpents venimeux, avec d'autres comme la Vipère du Gabon ou le Cobra royal,. Toutefois la longueur moyenne est plutôt d'environ 1,7 m pour un poids d'environ 2,3 kg. Les mâles sont plus grands que les femelles.
Sa couleur de fond est le brun, brun-jaune, olive ou gris-brunâtre, avec une série de 24 à 35 motifs en forme de diamant, brun foncé à noirs et un peu plus clairs au centre. Ces motifs sont entourés d'une rangée d'écailles blanches à crèmes, et tendent à devenir des bandes transversales vers l'arrière du corps, pour finir en 5 à 10 bandes franches au niveau de la queue. La tête, nettement séparée du corps, présente une bande sombre partant de l'œil et rejoignant la gueule un peu plus en arrière, et elle est également entourée d'une bande blanche.
Les écailles sont carénées voire nervurées, assez grandes et de forme ovoïde ou triangulaire arrondie. Elles sont plus petites sur la tête sauf pour quelques écailles comme les larges supra-oculaires. La pupille de l'œil est fendue verticalement.

### Diagnose
| 1=pariétale     | 2=frontale     |
| 3=supraoculaire | 4=internasale  |
| 5=rostrale      | 6=supralabiale |
| 7=nasale        | 8=mentale      |
| 9=prénasale     |                |

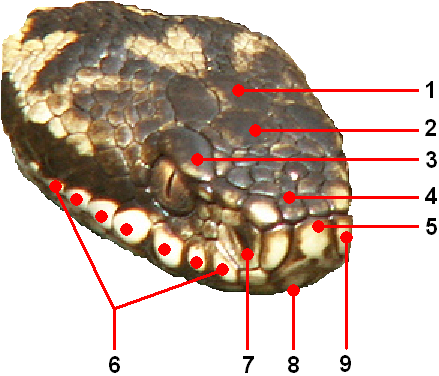
Nomenclature des écailles (ici chez un autre Vipéridé) :

Le dos présente de 25 à 31 (généralement 29) rangées d'écailles à mi-corps, 165 à 176 écailles ventrales pour les mâles et 170 à 187 pour les femelles, 27 à 33 écailles sous-caudales pour les mâles et 20 à 26 pour les femelles. Sur la tête l'écaille rostrale est plus haute que large et en contact avec 2 écailles internasales. Il y a de 10 à 21 écailles dans la région internasale-préfrontale et de 5 à 11 (généralement 7 ou 8) écailles supraoculaires. Il y a 12 à 17 (la plupart du temps 14 ou 15) écailles supralabiales, la première étant en contact avec l'écaille prénasale, et enfin 15 à 21 (généralement 17 ou 18) écailles sublabiales.

Divers aspects de ce serpent
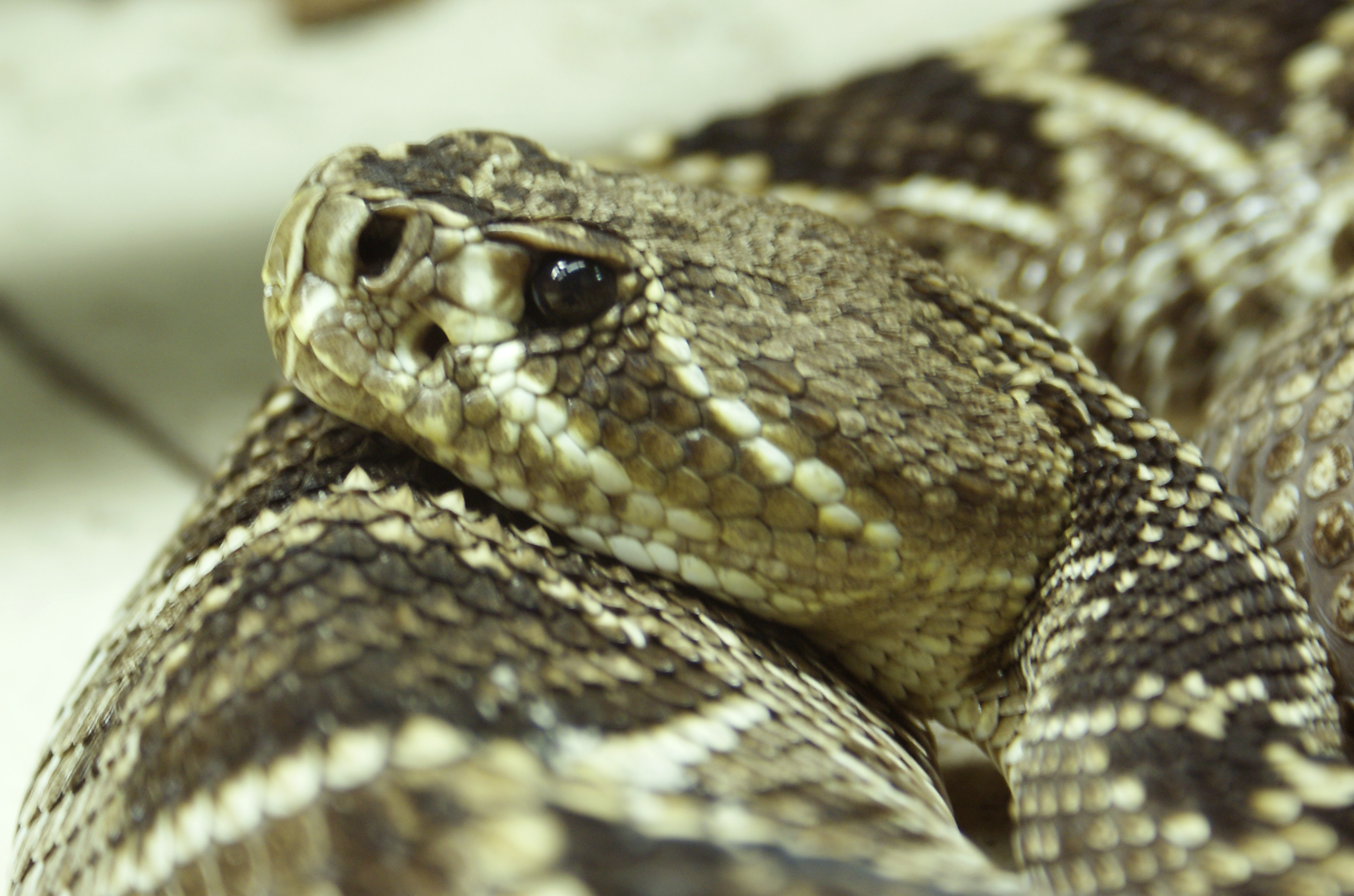
Détails de la tête
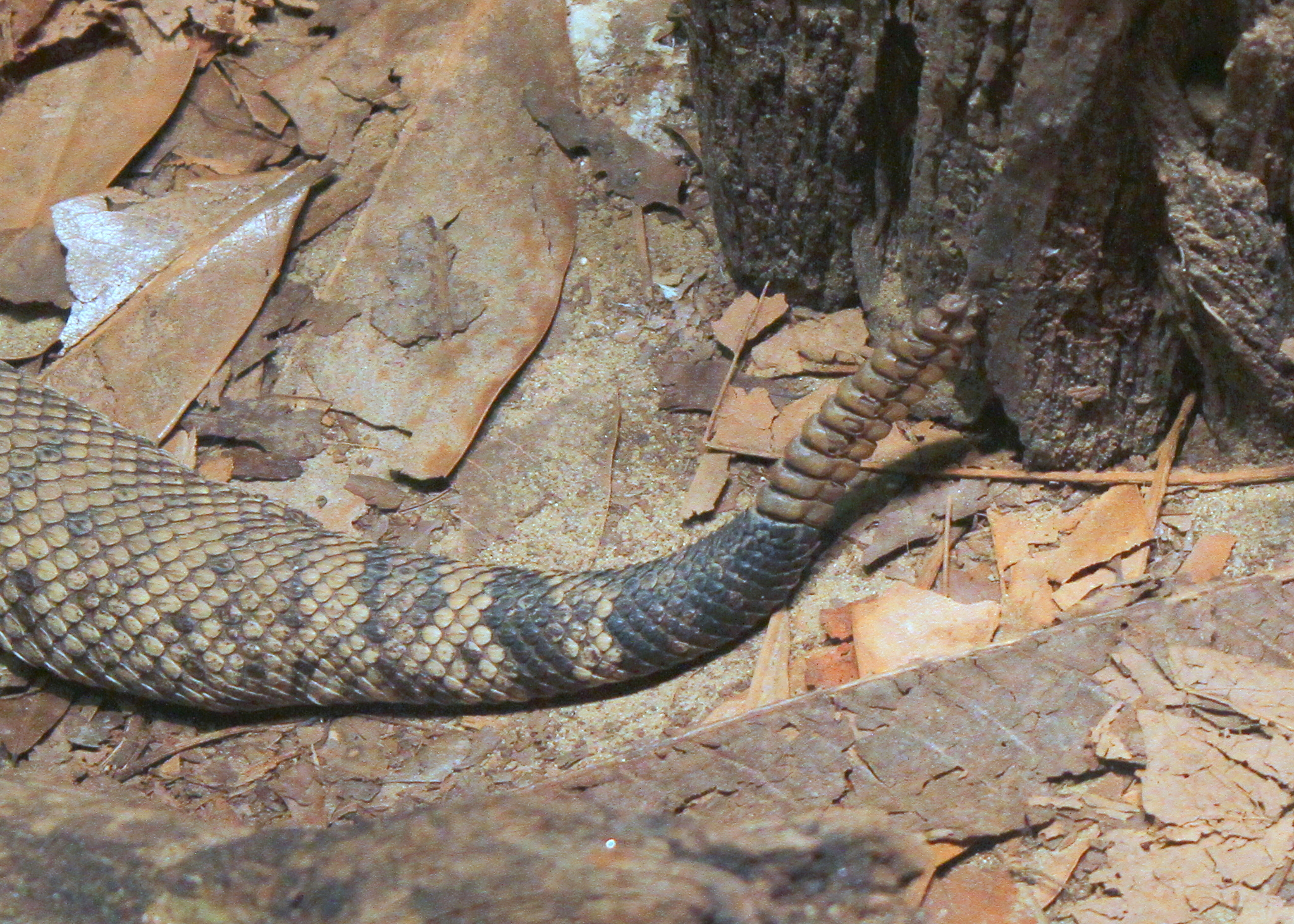
Détails de la queue, avec la « sonnette »
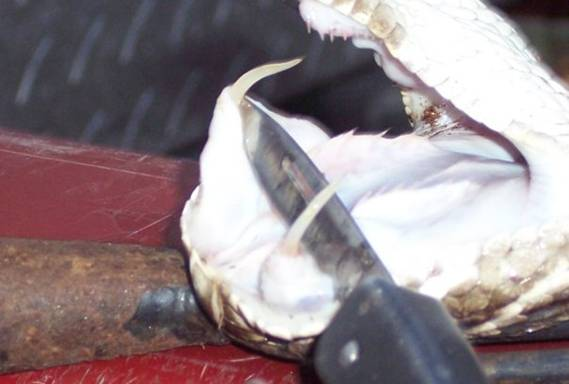
Crochets à venin
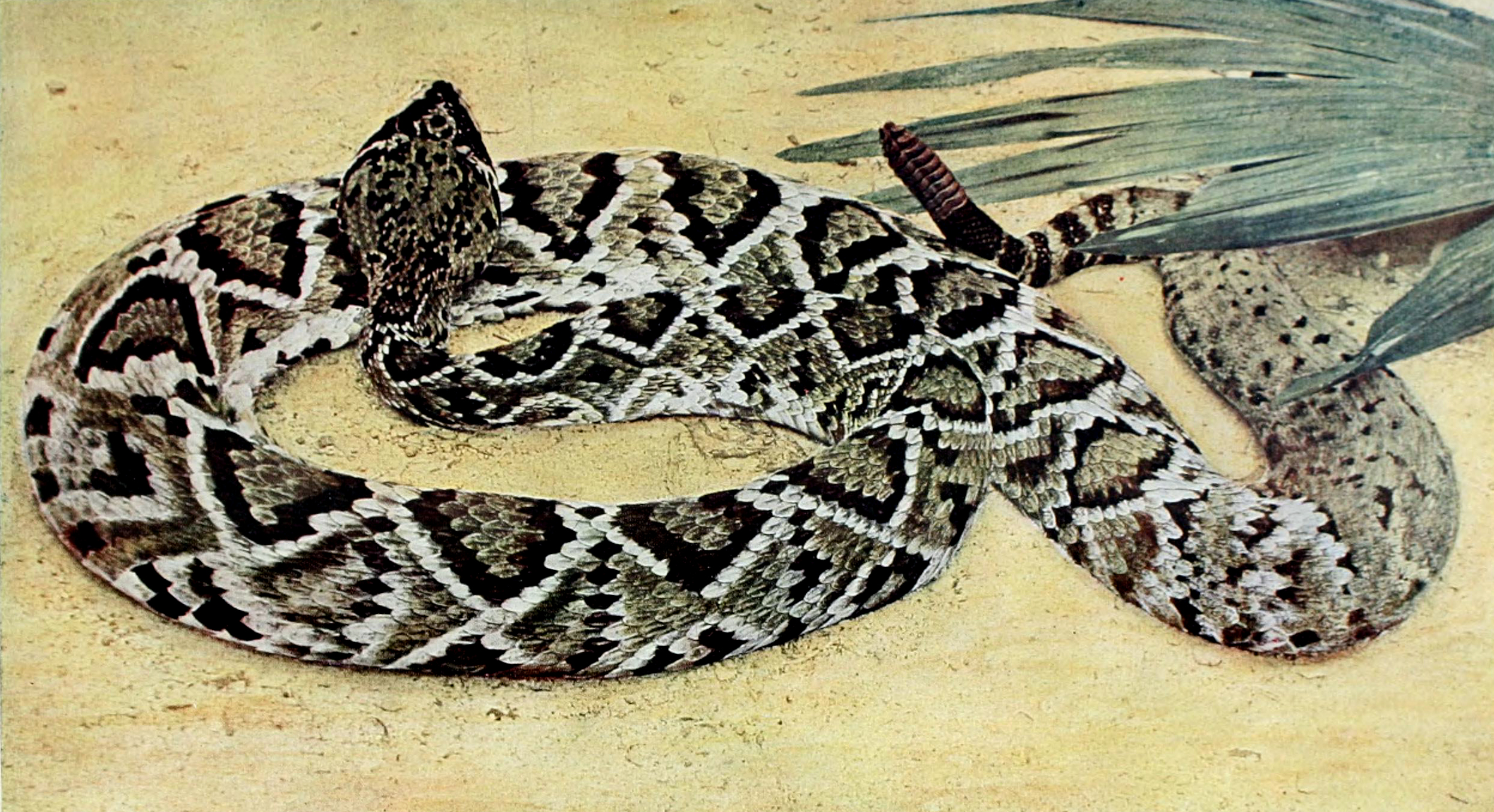
Motifs en diamant bordés de blanc
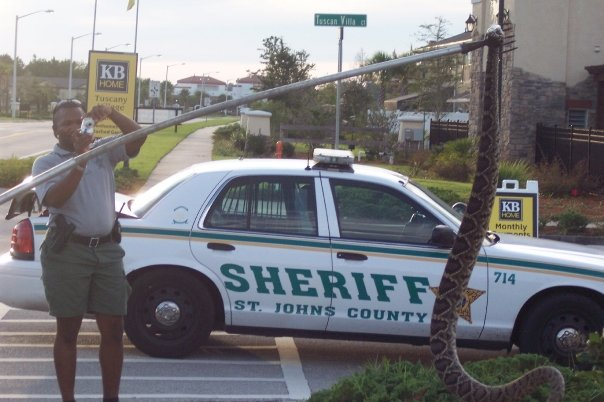
Spécimen de grande taille capturé en ville

## Répartition

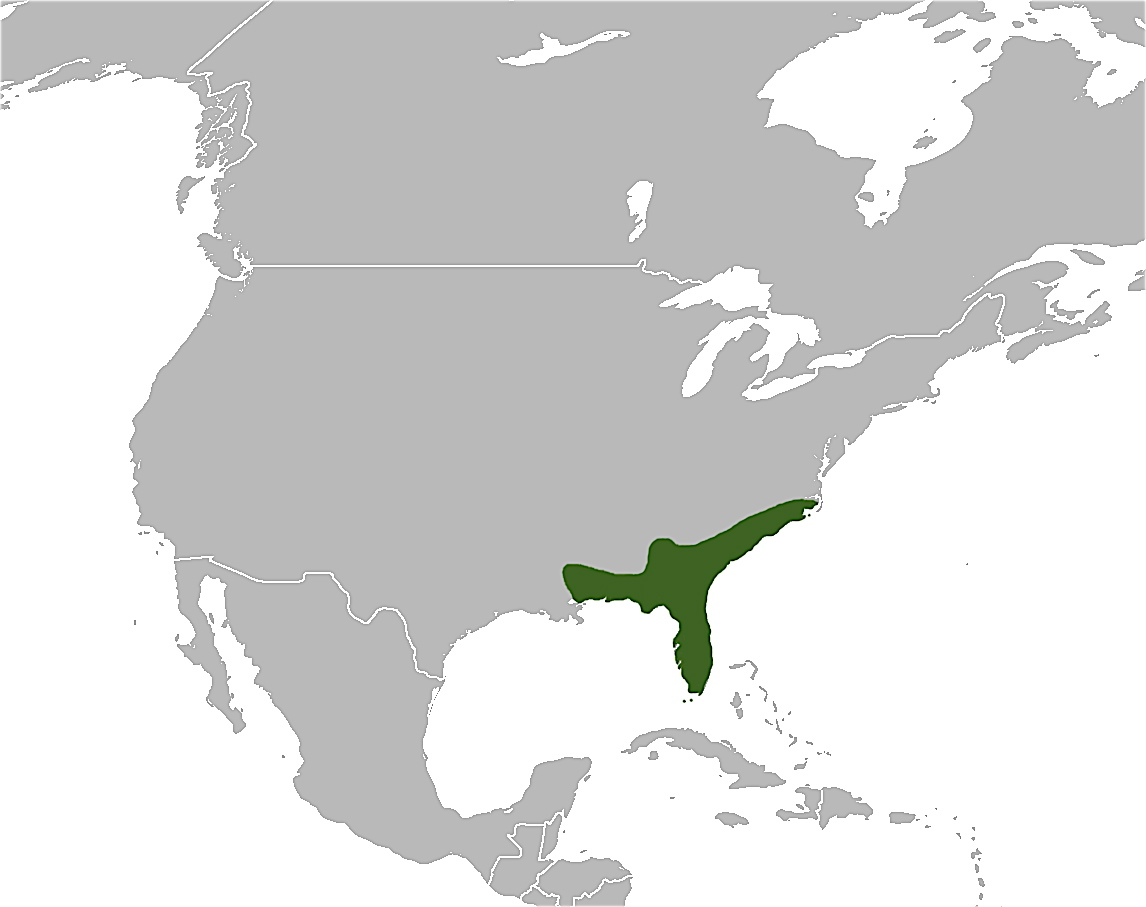
Répartition de Crotalus adamanteus

Cette espèce est endémique du sud-est des États-Unis. Elle se rencontre à l'est depuis la Caroline du Nord et le long de la péninsule de Floride jusqu'aux Keys au sud, en passant par la Floride, Caroline du Sud et la Géorgie, et jusqu'en Louisiane en passant par l'Alabama et le Mississippi à l'ouest,.

## Biologie et mœurs
C'est un serpent principalement terrestre et diurne, peu à l'aise dans les branchages, mais il peut à l'occasion grimper dans les arbres et broussailles, sans doute à la recherche de proies. Des spécimens adultes ont même été trouvés à près de 10 m de haut. C'est également un bon nageur qu'on peut rencontrer à plusieurs kilomètres des côtes.
Il fréquente de nombreux milieux comme les forêts de pins ou de palmiers, les dunes, les marais divers (y compris salants), les prairies humides… Il semble souvent utiliser des terriers de Geomyidae pour y passer la nuit, que ce soit en été ou en hiver.
Face à un intrus, leur comportement varie en fonction des individus. Certains se laissent approcher sans faire de bruit et d'autres adoptent une posture de défense rapidement, en remuant leur « sonnette », qui peut être très bruyante, et ce dès une distance de 6 à 9 mètres. Lorsqu'il se sent menacé il soulève la moitié antérieure de son corps en prenant une forme de « S » afin de pouvoir se détendre et frapper rapidement, jusqu'à un tiers de distance de leur taille totale. La plupart vont rester sur place et éventuellement mordre à plusieurs reprises mais s'ils en ont la possibilité ils préfèrent généralement reculer jusqu'à un abri et s'enfuir,,.
Un mythe répandu prétend que ce serpent ne mord jamais sans faire du bruit avec sa sonnette au préalable. Ils sont en réalité tout à fait capables de frapper en restant totalement silencieux.

### Nourriture
Ce serpent chasse activement de petits mammifères, en particulier des lapins et des Oryzomys. Il peut aussi manger des oiseaux. En général, il mord sa proie puis la relâche et la suit à la trace par l'odorat jusqu'à ce qu'elle meure sous l'effet du venin.
Ce serpent de grande taille est capable de capturer de grosses proies y compris des Sylvilagus adultes (qui constituent la plus grande part de leur alimentation au moins pour les populations de Floride). Les plus jeunes ciblent plutôt des souris, ou parfois des lézards pour les plus petits. Il peut aussi à l'occasion manger de grands insectes.

### Reproduction
Ce reptile est ovovivipare. La gestation dure de 6 à 7 mois et la femelle donne naissance à 7 à 21 nouveau-nés − en moyenne 12 − entre juillet et début octobre. Les petits mesurent de 30 à 36 cm et restent quelques heures avec leur mère avant de se disperser, ce qui fait qu'il y a un fort taux de mortalité chez les jeunes. Les petits sont semblables aux adultes, si ce n'est qu'ils n'ont pas encore leur « sonnette », qui se forme au fur et à mesure des mues.

### Venin

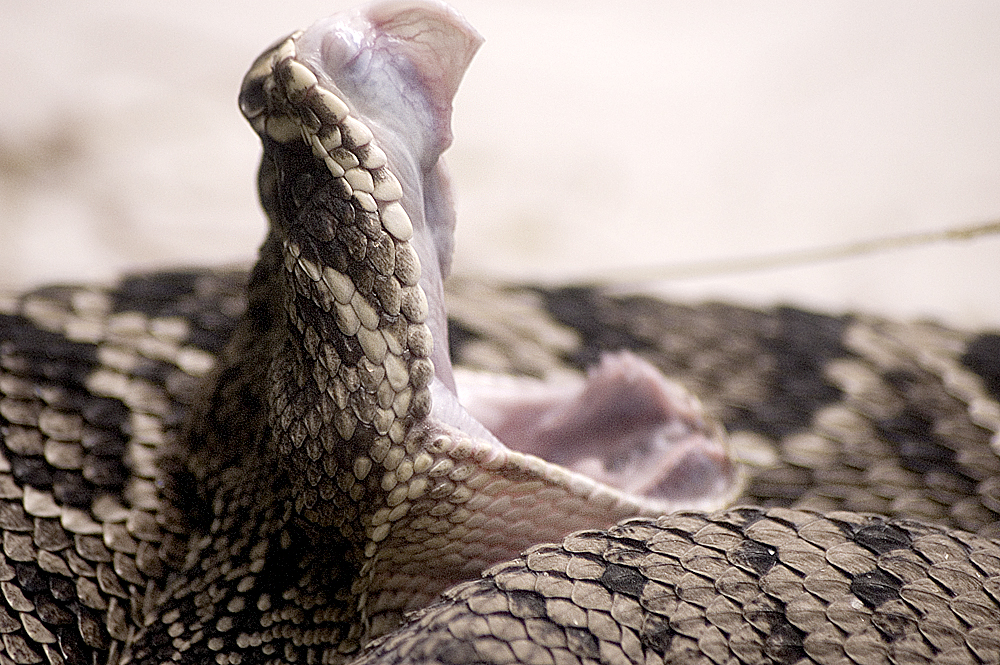
Crotalus adamanteus montrant un de ses crochets à venin

Cette espèce est réputée être la plus dangereuse d'Amérique du Nord. Bien que relativement peu agressive c'est une espèce de grande taille et puissante. Des études ont montré que le taux de mortalité des morsures atteint de 20 à 30 %,.
C'est l'espèce ayant les plus longs crochets à venin par rapport à sa longueur, avec une taille dépassant 25 mm. Elle produit une grande quantité de venin, en moyenne 400 à 450 mg et jusqu'à 858 à 1000 mg. La dose létale médiane (DL50) est estimée de 1,3 à 2,4 mg/kg en injection intraveineuse et environ 12 mg/kg en injection sous-cutanée. Pour un humain cette dose est estimée à 100 à 150 mg.
Ce venin contient une enzyme appelée « crotalase », similaire à la thrombine, qui a une action sur la coagulation sanguine. Malgré tout, les hémorragies importantes sont rares. Il contient également un peptide qui empêche la transmission neuromusculaire ce qui peut potentiellement conduire à une insuffisance cardiaque. C'est un venin qui a une action principalement nécrosante, et qui provoque de fortes douleurs ainsi qu'une forte hypotension transitoire.
Plusieurs antivenins sont efficaces contre les morsures de ce serpent, même s'il faut généralement des doses assez importantes pour lutter contre les divers effets.

## Menaces et protection
Cette espèce est classée en « Préoccupation mineure » (LC) sur la liste rouge de l'UICN, ceci en raison de sa répartition large, de sa population supposée nombreuse et parce qu'il n'y a pas de menaces connues pouvant amener cette population à diminuer.
Toutefois en Caroline du Nord Crotalus adamanteus est protégé car considéré comme espèce en danger et il est presque certainement éteint en Louisiane où il n'a plus été observé depuis 1995.
Le United States Fish and Wildlife Service envisage de placer cette espèce sur sa liste des espèces en danger à cause du déclin récent de sa population, celle-ci représentant actuellement environ 3 % seulement de sa population passée.
Dans la nature, ils sont par ailleurs la proie des faucons, des aigles et d'autres serpents, en tout cas pour les individus n'ayant pas atteint leur pleine taille.

### Publication originale
- Palisot de Beauvois, « Memoir on Amphibia », Transactions of the American Philosophical Society, vol. 4,‎ 1799, p. 362-381 (lire en ligne) texte intégral.